# Радина Вучетић
Радина Вучетић (Београд, 1972) српска је универзитетска професорка и историчарка. Она је редовна професорка на Филозофском факултету, Универзитет у Београду, на Oдељењу за савремену историју.

## Биографија
Радина Вучетић је од 2002. до 2005. године била запослена као истраживач-сарадник у Институту за новију историју Србије. Током тог периода, остварила је стипендије од Министарство науке и заштите животне средине (2002/2003) и School of Slavonic and East-European Studies на University College London (2003).
Аутор је неколико књига, такође је написала многе чланке посвећене историји Југославије. Њен истраживачки фокус обухвата модернизацију Југославије у 20. веку, културну историју и историју свакодневице. 
Област њеног научног рада и њеног интересовања су културна и друштвена историја XX века, женско питање, модернизацијски процеси у XX веку, американизација културног живота у СФРЈ, распад Југославије. 
Активно је укључена у рад уредништва Годишњака за друштвену историју. Поред тога, учествовала је и учествује у разним пројектима како у земљи, тако и у иностранству.

## Дела
- Кока-кола социјализам: Американизација југословенске популарне културе шездесетих година XX века (2012)
- Европа на Калемегдану: Цвијета Зузорић и културни живот Београда 1918-1941 (2003)
- Време када је народ говорио: Одјеци и реаговања у Политици, 1988-1991, коаутор са Аљошом Мимицом (2008)
- Монопол на истину: партија, култура и цензура у Србији шездесетих и седамдесетих година XX века (2016)[5]
- Невидљиви непријатељ: Вариола вера 1972. (2022)[6]